# 의령 전화리 의동정
의령 전화리 의동정(宜寧 全火里 宜東亭)은 대한민국 경상남도 의령군 낙서면에 있는 조선시대의 건축물이다. 2010년 12월 9일 경상남도의 문화재자료 제519호로 지정되었다.

## 개요
벽진이씨 문중의 정사이며, 이동원의 강학소로 사용되었다.

## 지정 사유
의동정은 건물 보존상태가 양호하고 인공정원이 조성된 흔적이 있는 등 근대 부농계층의 다양한 건축형태와 건축관을 탐구해 볼 수 있는 중요한 사료이다.

## 참고 자료
- 의령 전화리 의동정 - 국가유산청 국가유산포털